# Whispering Corridors
Whispering Corridors (여고괴담, Yeogo goedam) es una Película de Terror coreano y de fantasmas estrenada en 1998.
Un año después, salió una secuela llamada: Whispering Corridors 2: Memento Mori.

## Trama
Whispering Corridors transcurre en una escuela secundaria para chicas llamada Jookran High School . La historia comienza en la noche antes del primer día del nuevo año escolar. Una profesora, la señora Park (más conocida como la "Vieja Zorra" a causa de su comportamiento desagradable y la forma de tratar a los alumnos), ha descubierto algo misterioso y extraño, relacionado con una exalumna de la escuela llamada Jin-ju. Jin-ju se había suicidado en la sala de arte de la escuela, nueve años antes, y se dice que su fantasma la frecuenta.
Ella trata de llamar a su nueva colega, Hur Eun-young (Lee Mi-yeon), que es una antigua alumna de la escuela, para decirle lo que ella ha descubierto, diciendo que "... Jin -ju está definitivamente muerta ... pero ella sigue asistiendo a la escuela". Sin embargo, antes de que ella pudiera explicar acerca de su descubrimiento, es atacada, asesinada y colgada en el patio de la escuela.
Las primeras personas que se hacen de este macabro hallazgo al día siguiente son tres chicas que acaban de empezar su último año: una extraña y tímida niña llamada Youn Jae-yi (Choi Se-yeon) y una confiada y talentosa artista, Lim Ji-oh (Kim Gyu- ri), que son los monitores de la nueva clase y por lo tanto obligadas a llevar a cabo temprano por la mañana, la limpieza antes de la escuela; y finalmente una hosca, extraña y profundamente impopular chica, Kim Jung-sook (Yun Ji-hye), la cual se rumorea que ha sido poseída por el espíritu legendario de Jin-ju.

## Reparto
- Choi Kang-hee
- Kim Gyu-ri
- Lee Mi-yeon
- Park Yong-soo
- Kim Yoo-seok
- Kim Roi-ha como el maestro de matemáticas.

## Producción
La película formó parte de la explosión del cine coreano tras la liberalización de la censura como resultado del fin de la dictadura militar del país. También hace un comentario social fuerte sobre el autoritarismo y la conformidad que existe en el sistema educativo de Corea del Sur.